# Växjö (gemeente)
Växjö is een gemeente in de Zweedse provincie Kronobergs län. De gemeente heeft een totale oppervlakte van 1927,9 km² en telde 76.755 inwoners in 2004. De hoofdstad is Växjö (stad).

## Plaatsen
| #  | Plaats        | Inwoneraantal |
| -- | ------------- | ------------- |
| 1  | Växjö         | 55 600        |
| 2  | Rottne        | 2 224         |
| 3  | Ingelstad     | 1 655         |
| 4  | Braås         | 1 567         |
| 5  | Lammhult      | 1 503         |
| 6  | Gemla         | 1 312         |
| 7  | Åryd          | 674           |
| 8  | Åby           | 451           |
| 9  | Furuby        | 384           |
| 10 | Nöbbele       | 242           |
| 11 | Björnö        | 240           |
| 12 | Tävelsås      | 219           |
| 13 | Vederslöv     | 142           |
| 14 | Dädesjö       | 131           |
| 15 | Brittatorp    | 99            |
| 16 | Ekesås        | 90            |
| 17 | Evedal        | 88            |
| 18 | Bramstorp     | 75            |
| 19 | Dänningelanda | 64            |
| 20 | Ellanda       | 63            |
| 21 | Böksholm      | 61            |
| 22 | Gransholm     | 60            |
| 23 | Tolg          | 59            |